# Jadwiga Grabowska-Hawrylak
Jadwiga Grabowska-Hawrylak (ur. 29 października 1920 w Tarnawcach, zm. 4 czerwca 2018 we Wrocławiu) – polska architektka polskiego modernizmu, związana z Wrocławiem, członkini Stowarzyszenia Architektów Rzeczypospolitej Polskiej (1951). Brała udział w odbudowie wrocławskich zabytków, projektowała szkoły, osiedla, domy jednorodzinne, także centra handlowe, ośrodki wypoczynkowe i świątynie. 
Była pierwszą kobietą, która uzyskała dyplom na Wydziale Architektury Politechniki Wrocławskiej (1950), a także pierwszą laureatką Honorowej Nagrody SARP (1974).

## Życiorys

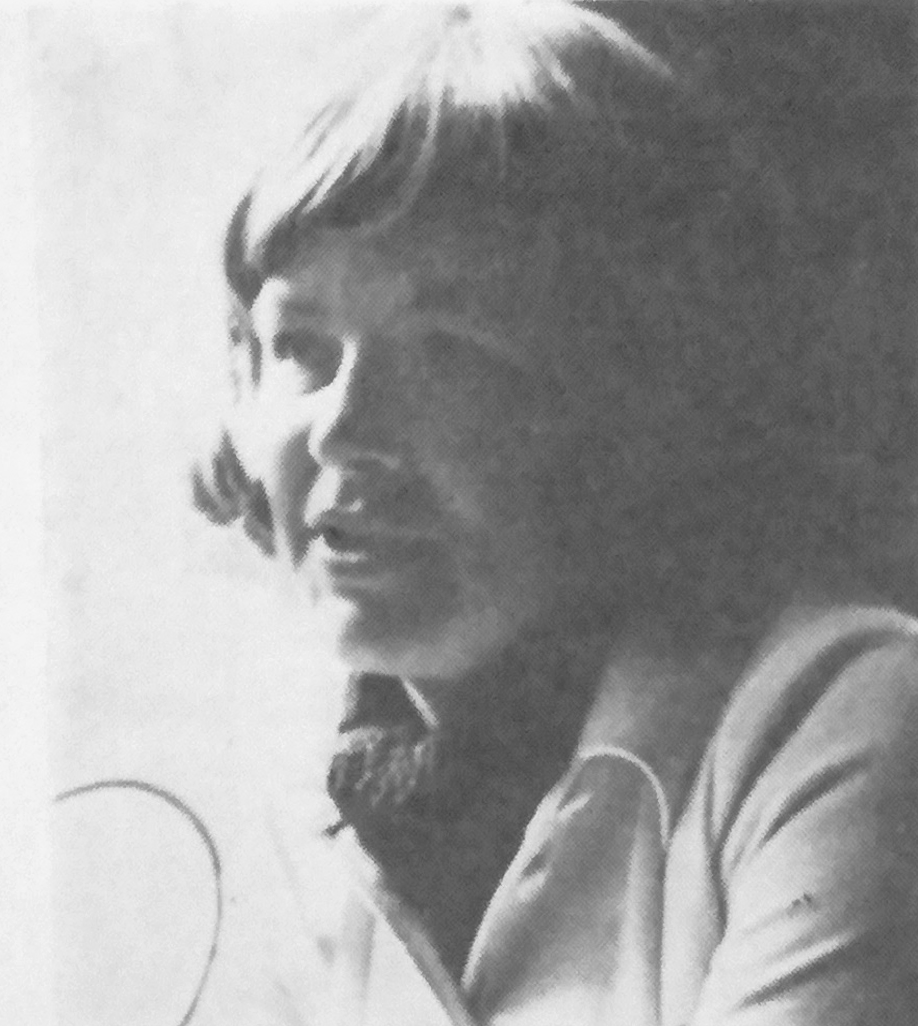
Jadwiga Grabowska-Hawrylak w 1973 r.

Pochodziła z rodziny nauczycielskiej, w dzieciństwie mieszkała w Przemyślu. Maturę zdała w 1939 r. Z polecenia ojca planowała rozpocząć naukę w Szkole Głównej Gospodarstwa Wiejskiego w Warszawie, ale wybuch wojny temu przeszkodził. Okupację wraz z matką i rodzeństwem przeżyła pod Krosnem. Po wojnie wyjechała do Krakowa, by studiować na Akademii Sztuk Pięknych. Jednak już w listopadzie 1945 r. podjęła studia na Wydziale Architektury Politechniki Wrocławskiej. W ramach pracy dyplomowej przygotowała projekt zagospodarowania wnętrz secesyjnego budynku postawionego w 1904 r., w którym dawniej mieścił się dom handlowy braci Baraschów (dziś Spółdzielczy Dom Handlowy „Feniks”). Później działała również głównie we Wrocławiu.
W czasie zawodowej kariery pracowała na Politechnice Wrocławskiej (od 1947), w spółdzielni Arkady (1948–1951) a następnie w Biurze Projektowo-Badawczym Budownictwa Ogólnego Miastoprojekt – Wrocław (od 1951). 
Jej pierwsze projekty także wiązały się z odbudową zniszczonych w czasie wojny historycznych obiektów, wśród nich były m.in. kamienice Rynek – Ratusz 7 i 8. (1954), które 13 lat po powstaniu umieszczono w rejestrze zabytków. Michał Duda pisze: „Jako uzasadnienie podano, że zaprojektowane przez Jadwigę Grabowską-Hawrylak budynki są przykładem barokowych kamienic mieszczańskich z przełomu XVI i XVII wieku (sic!)”.
Była żoną prof. Henryka Hawrylaka, specjalisty w dziedzinie maszyn górniczych. Dwoje z trójki ich dzieci: Katarzyna Hawrylak-Brzezowska, (miejski konserwator zabytków we Wrocławiu; 1995–2017), i Maciej Hawrylak zostało architektami, w ślady Jadwigi Grabowskiej-Hawrylak poszło też czworo jej wnucząt. Była także matką profesora fizyki Pawła Hawrylaka. 
Została pochowana na cmentarzu św. Wawrzyńca we Wrocławiu.

## Główne dzieła
Wszystkie znajdują się we Wrocławiu.
- osiedle Kołłątaja (1955–1958), współautorzy: Edmund Frąckiewicz, Maria Tawryczewska, Igor Tawryczewski, z nowatorskim budynkiem mieszkalnym zwanym mezonetowcem lub galeriowcem, z jedynymi w czasach PRL ekskluzywnymi dwupoziomowymi mieszkaniami typu mezoneta (1958–1960),
- Dom Naukowca (1958–1960) – dom mieszkalny pracowników Politechniki Wrocławskiej, współautorzy: Edmund Frąckiewicz, Maria Tawryczewska, Igor Tawryczewski,
- dom własny przy ul. Kochanowskiego (1978–1984), współautor Maciej Hawrylak, Nagroda Roku SARP (1984),
- osiedle Gajowice (1960–1968), współautorzy: Edmund Frąckiewicz, Maria Tawryczewska, Igor Tawryczewski, Maria Kiełczewska, Witold Maciejewski, z dwiema szkołami przy ul. Grochowej (1962–1964),
- budynek szkoły przy ulicy Podwale 57 (1957–1959),
- osiedle Plac Grunwaldzki, tzw. „Manhattan” lub „bunkrowce” albo „sedesowce” (1967–1975)[11], współautorzy: Zdzisław Kowalski, Włodzimierz Wasilewski, konsultacja: Jerzy Hryniewiecki. Nowatorskie, brutalistyczne osiedle bloków mieszkalnych, którego architekturę inspirowaną (co podkreśla autorka) twórczością Le Corbusiera, zaprojektowano rezygnując z kanciastych i typowych form[12]. Uznawane za jedno z najlepszych, najbardziej wyrazistych, a zarazem najbardziej kontrowersyjnych dzieł architektury powojennej Polski[4]. Na osiedlu zrealizowano takie rozwiązania architektoniczne jak tarasy widokowe na dachach płaskich wyposażone w dwupoziomowe świetlice z łazienkami (architekt planowała zazielenienie tarasów)[13], szerokie zastosowanie klinkieru elewacyjnego i pawilony handlowe dopasowane stylem do budynków. W wywiadzie udzielonym „Dwutygodnikowi” (2012) Jadwiga Grabowska-Hawrylak podkreśliła, że nie wyobraża sobie remontu polegającego na ociepleniu bloków styropianem, ponieważ może to zniszczyć ich formę. Stwierdziła, że budynki powinny być ocieplone od wewnątrz specjalną technologią („Klimaplatten”) stosowaną przy remoncie zabytków w krajach Europy Zachodniej. Według niej, jedyna kolorystyka właściwa dla architektury modernistycznej to szlachetna biel, którą powinno się stosować podczas remontów.
- kościół Odkupiciela Świata – pomnik Tysiąclecia Diecezji Wrocławskiej przy ul. Bałtyckiej, I nagroda w konkursie (1990), współautorzy: Maciej Hawrylak, Wojciech Brzezowski, Ewa Kubica-Hawrylak,
- Inne: Budynek mieszkalny przy ulicy Grunwaldzkiej 88 i Henryka Sienkiewicza 131, Budynki mieszkalne przy ulicy Teatralnej 22-26 i Piotra Skargi 7-17 we Wrocławiu
- Obiekty zrealizowane poza Wrocławiem: szkoła podstawowa w Kamieńcu Ząbkowickim (1955–1960), szkoła zawodowa w Miliczu (1962–1966), zajazd w Zamościu (1984), współautor Maciej Hawrylak, dom jednorodzinny w Zielonej Górze (1995–1999), współautor Maciej Hawrylak[8].

## Nagrody i wyróżnienia w konkursach architektury i urbanistycznych
- ośrodek usługowy przy pl. Społecznym we Wrocławiu (1964)
- ośrodek usługowy przy ul. K. Świerczewskiego (1971)
- gmach Biura Projektów Budownictwa Komunalnego, Muzeum Poczty i zagospodarowanie rejonu Poczty Głównej między Podwalem a ul. Z. Krasińskiego (1971)
- zespół hotelowo-usługowy przy pl. Dominikańskim (1972)
- dzielnicę mieszkaniową w Katowicach Pd. (1979)
- osiedle mieszkaniowe w Oleśnicy (1988)[8].

## Odznaczenia i wyróżnienia
- Krzyż Komandorski Orderu Odrodzenia Polski (1989),
- Srebrny Krzyż Zasługi, Złoty Krzyż Zasługi (1972),
- odznaka Budowniczy Wrocławia,
- odznaka Zasłużony dla Dolnego Śląska,
- Srebrna Odznaka SARP (1972)[1][3],
- Honorowa Nagroda SARP (1974)[14]
- Nagroda Roku SARP (1984)[15]

## Galeria

### Dom Naukowca

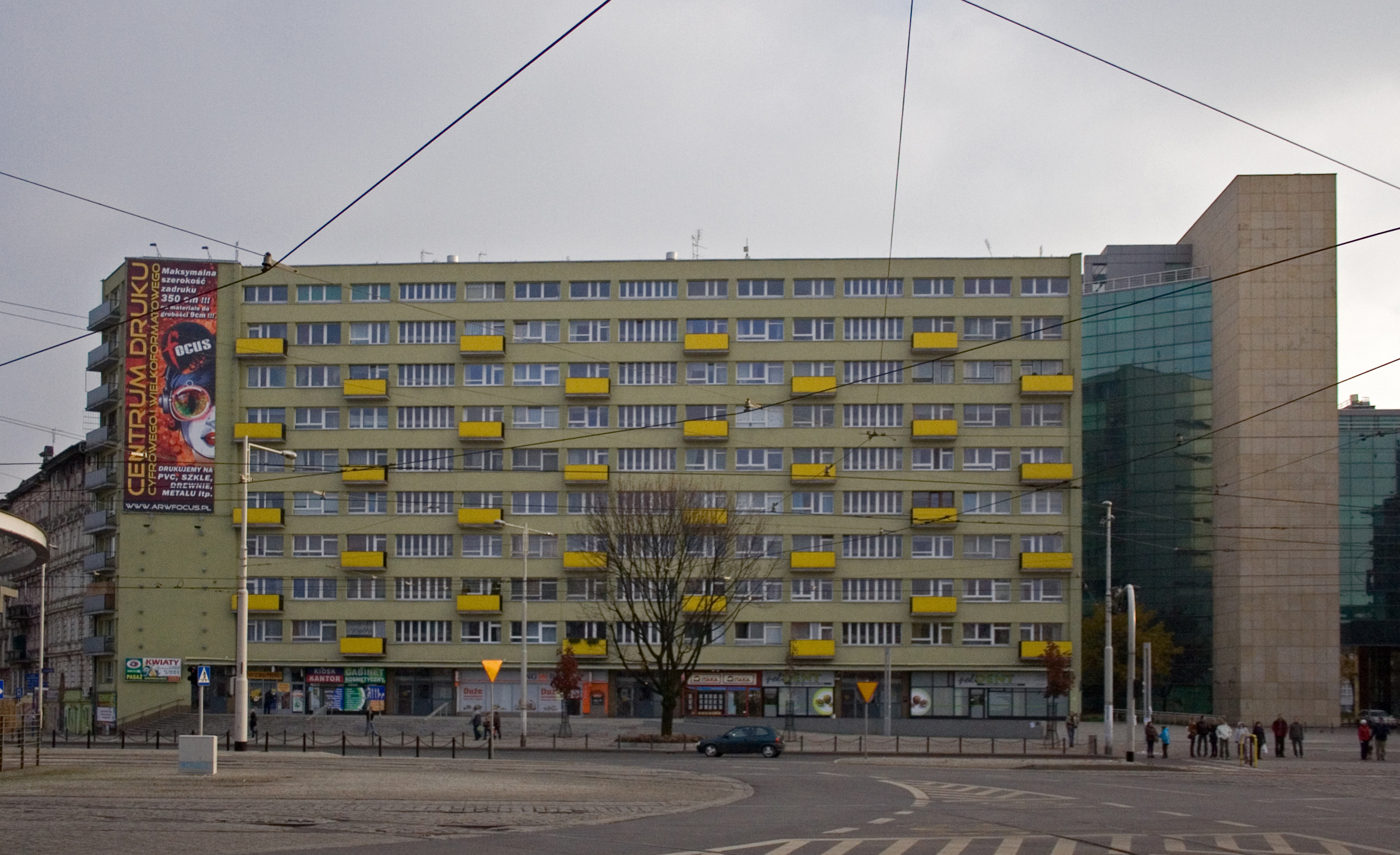
Dom Naukowca przy pl. Grunwaldzkim
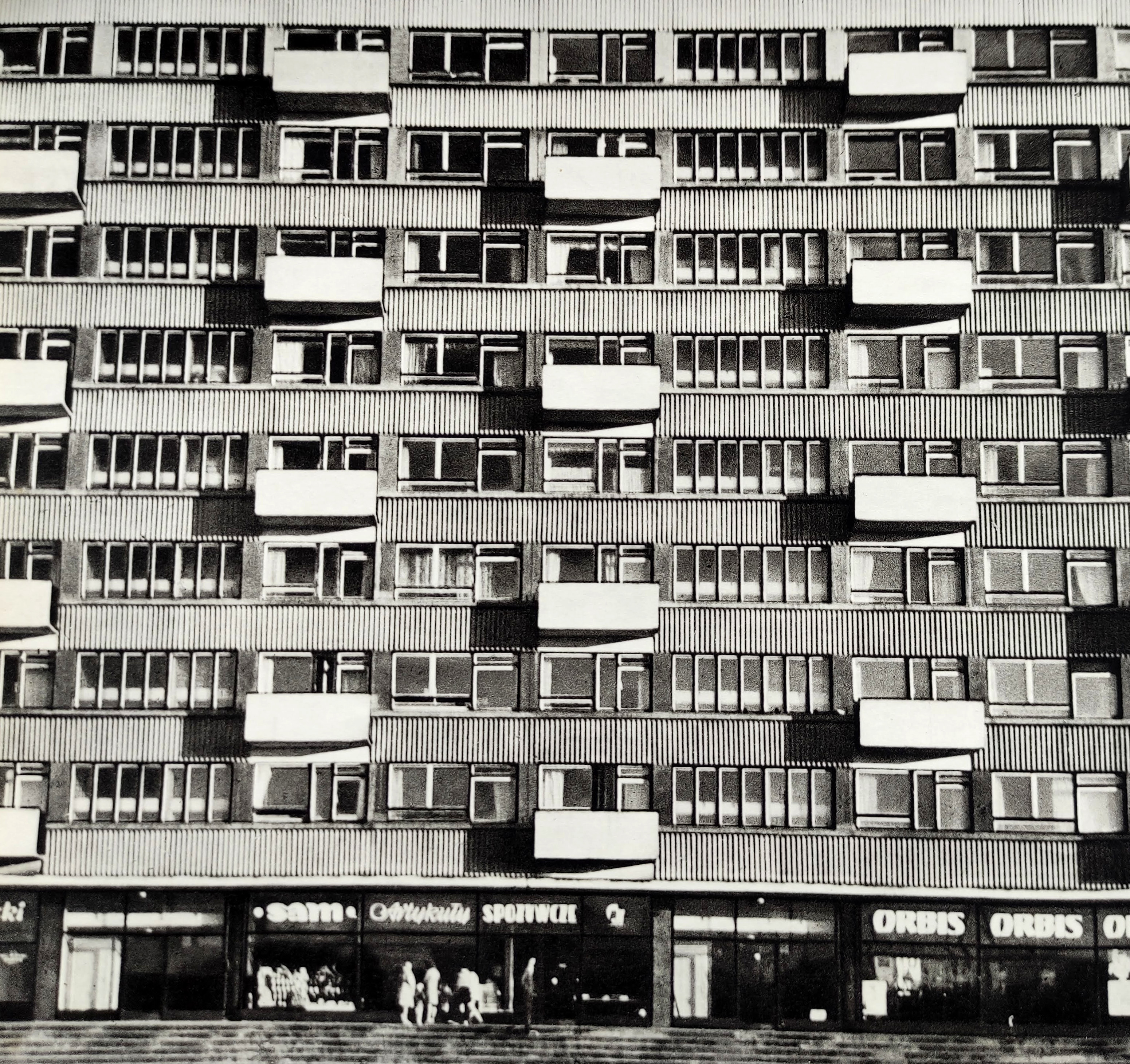
Elewacja i przyziemie

### Mezonetowiec

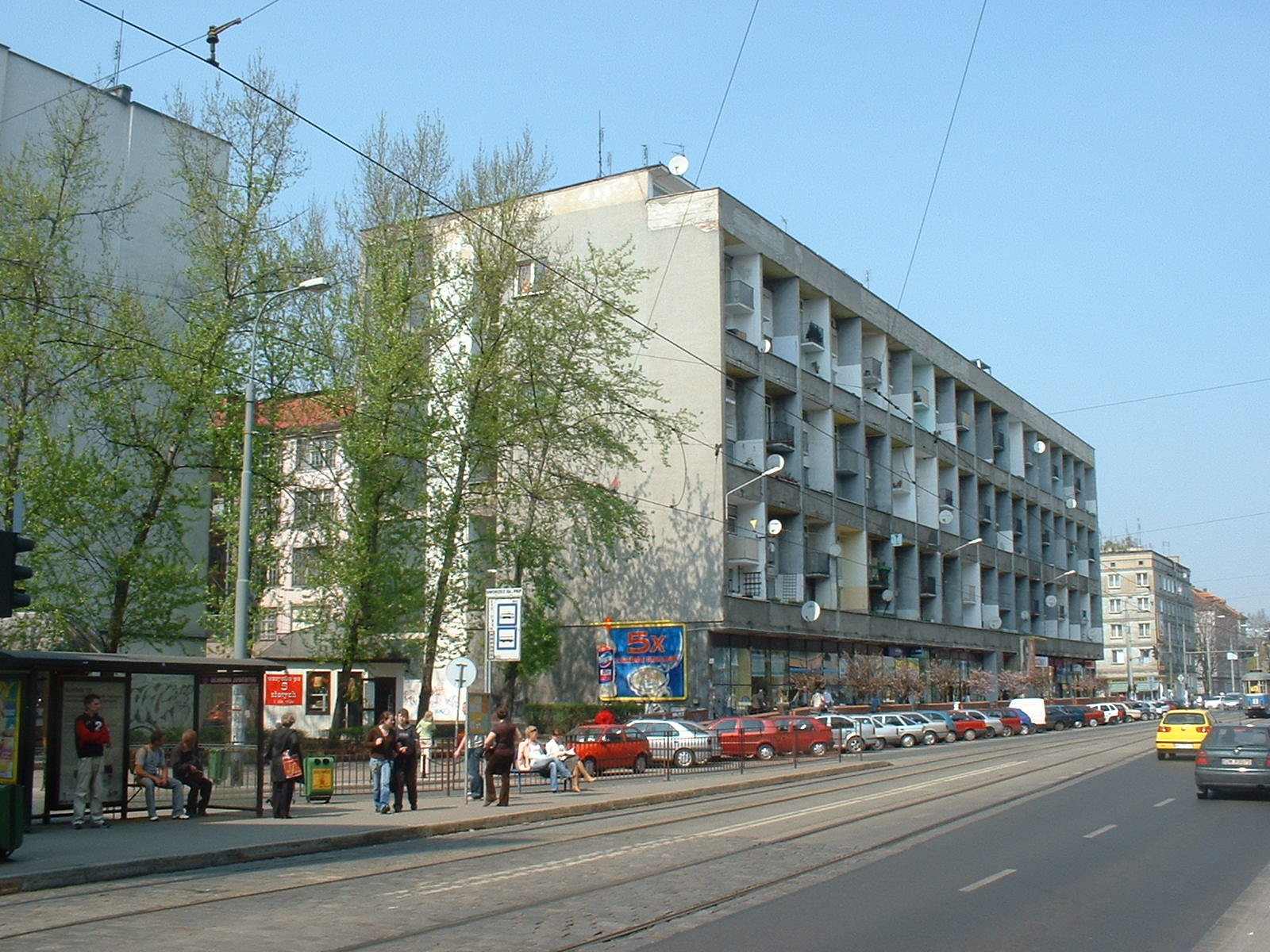
Mezonetowiec przy ul. H. Kołłątaja we Wrocławiu
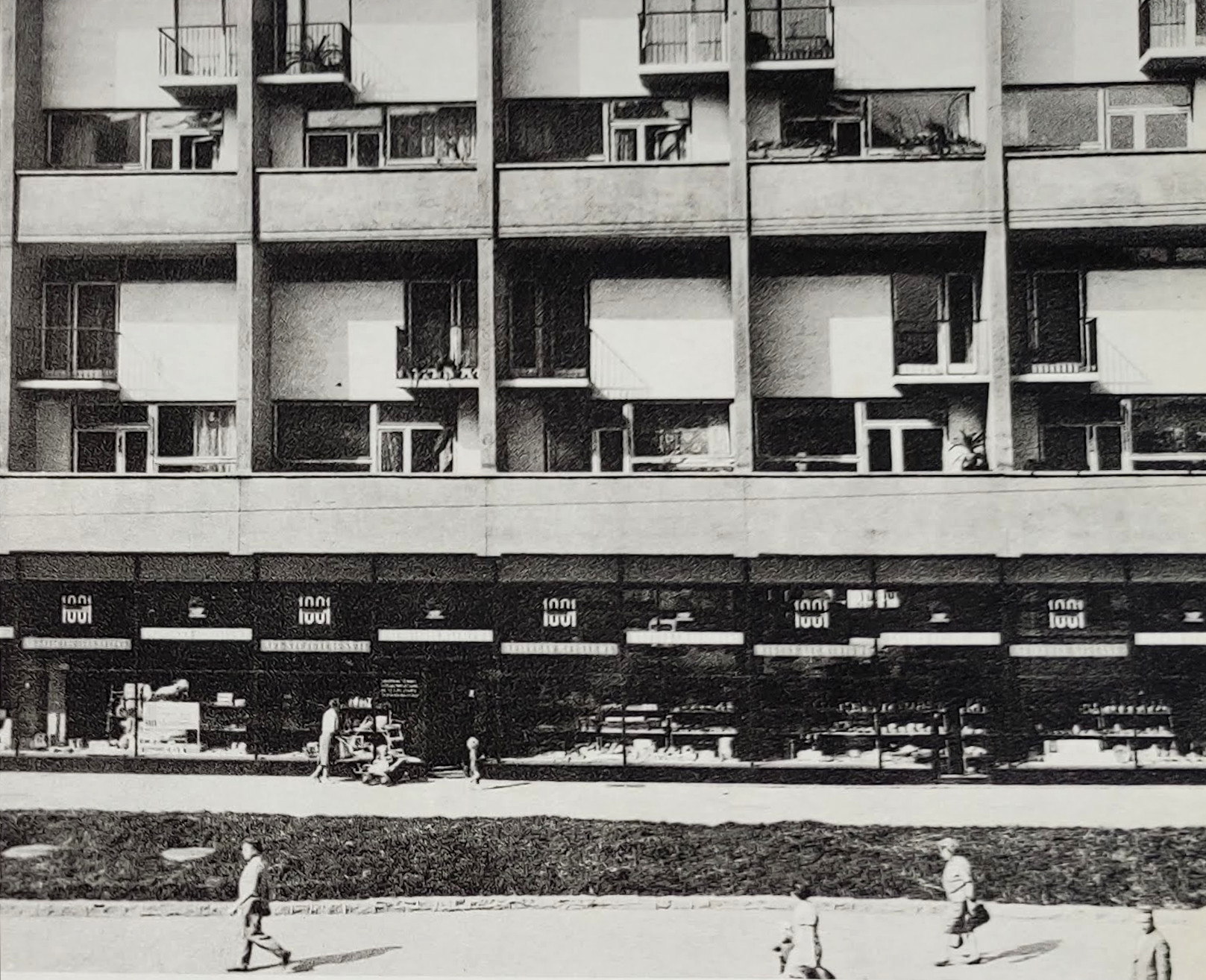
Elewacja i przyziemie

### Szkoła podstawowa nr 71

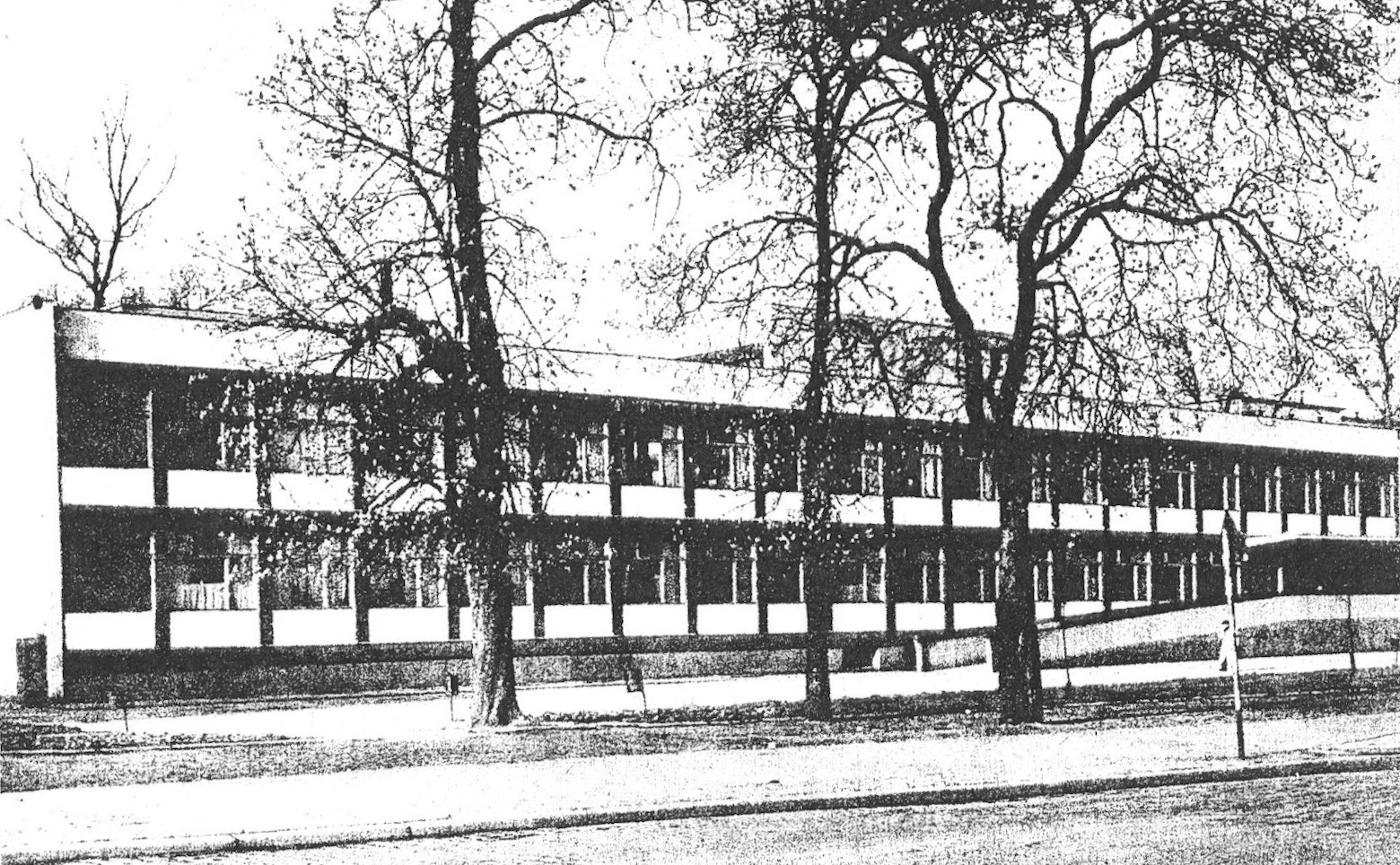
Fasada
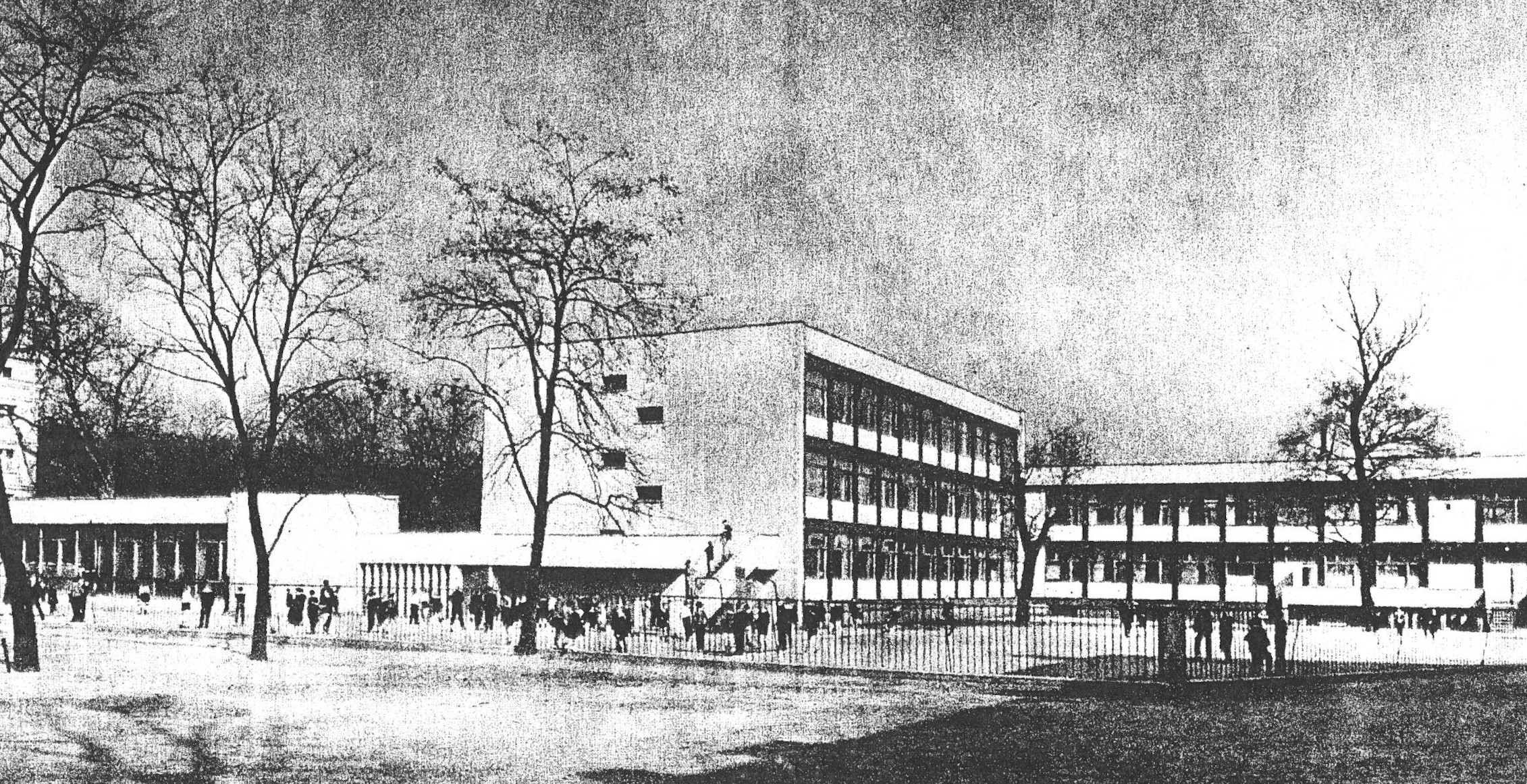
Widok od strony południowej, boisko
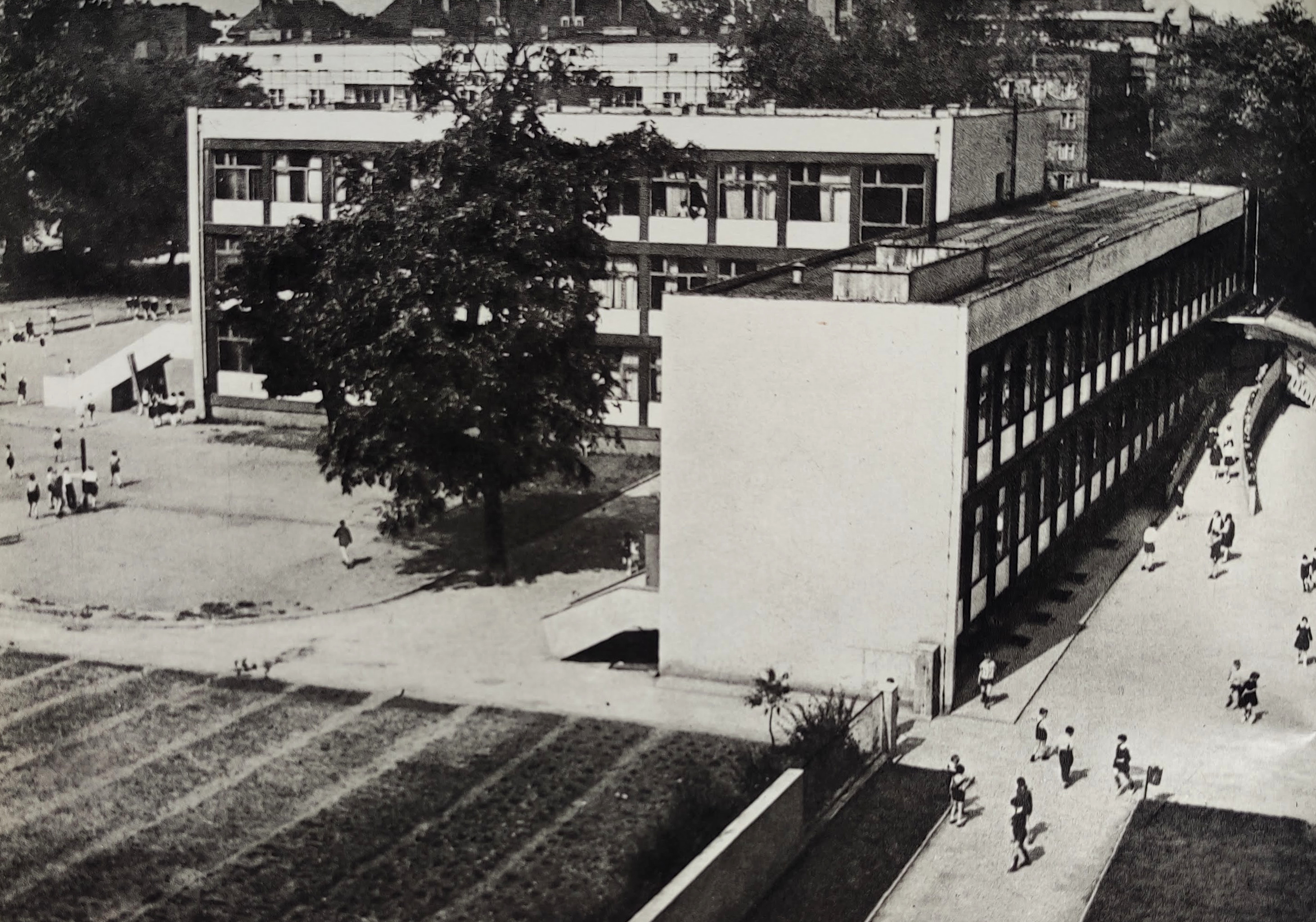
Widok szkoły od strony zachodniej
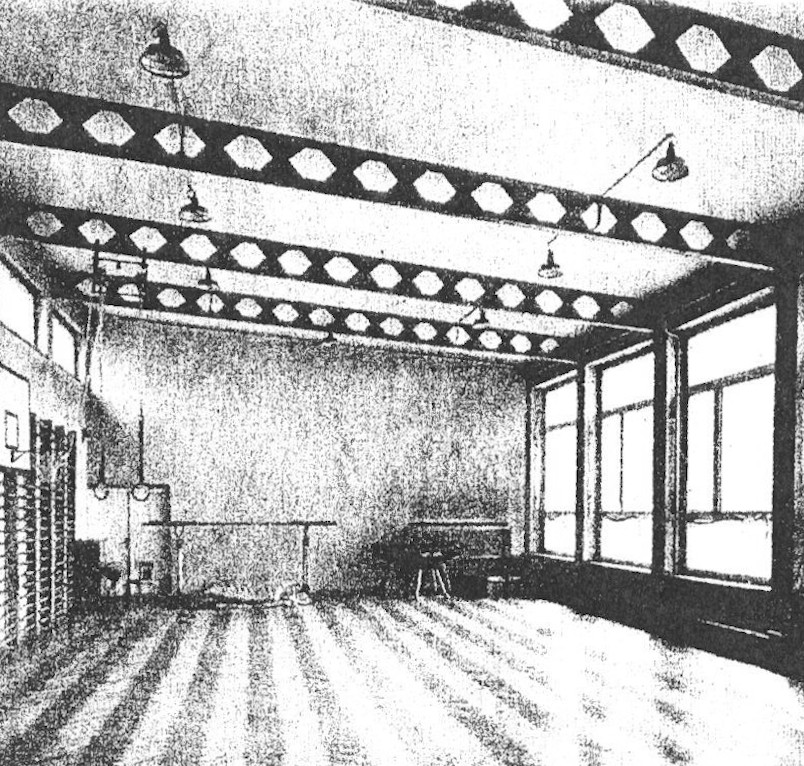
Wnętrze, sala gimnastyczna
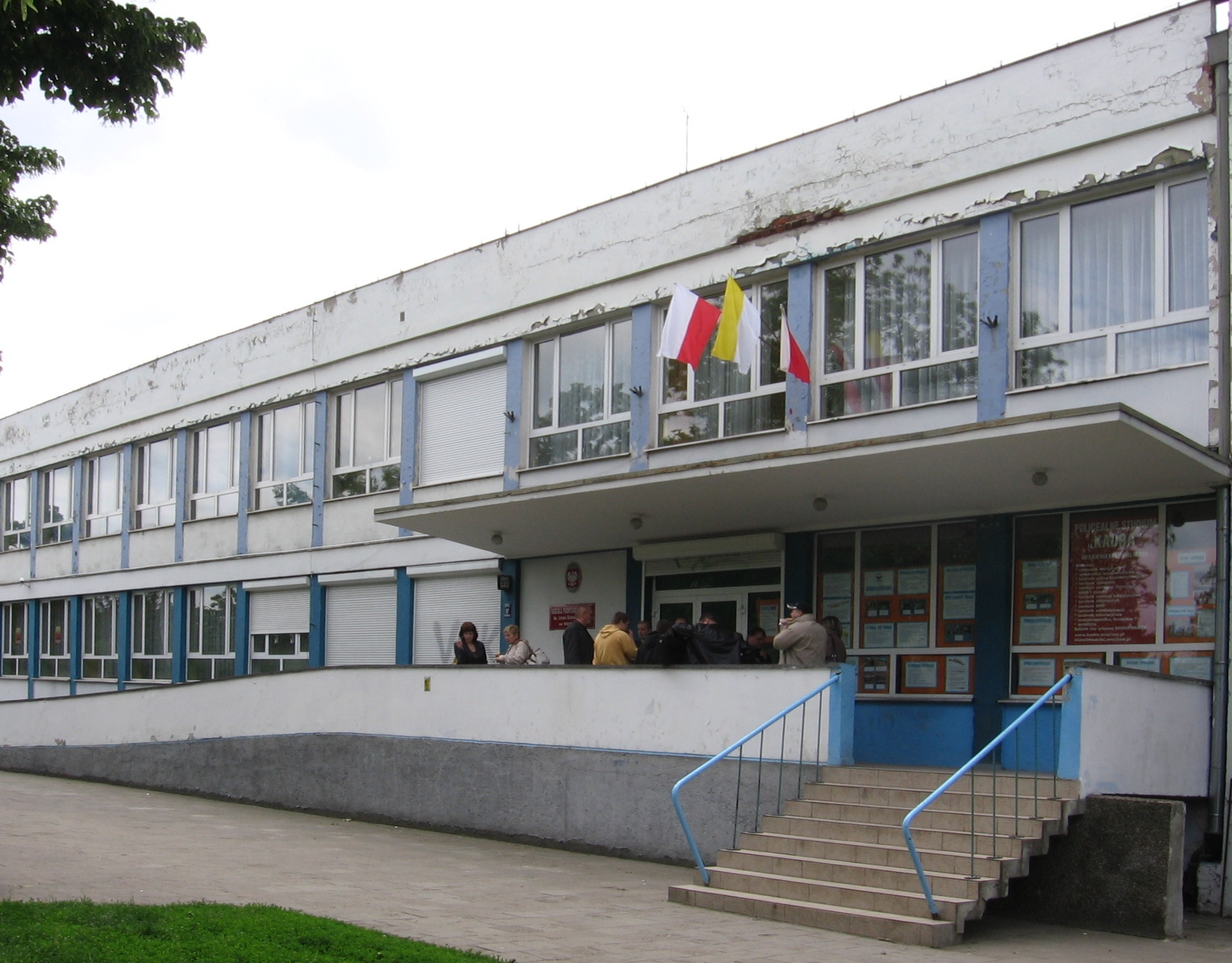
Wejście główne, stan obecny

### Manhattan

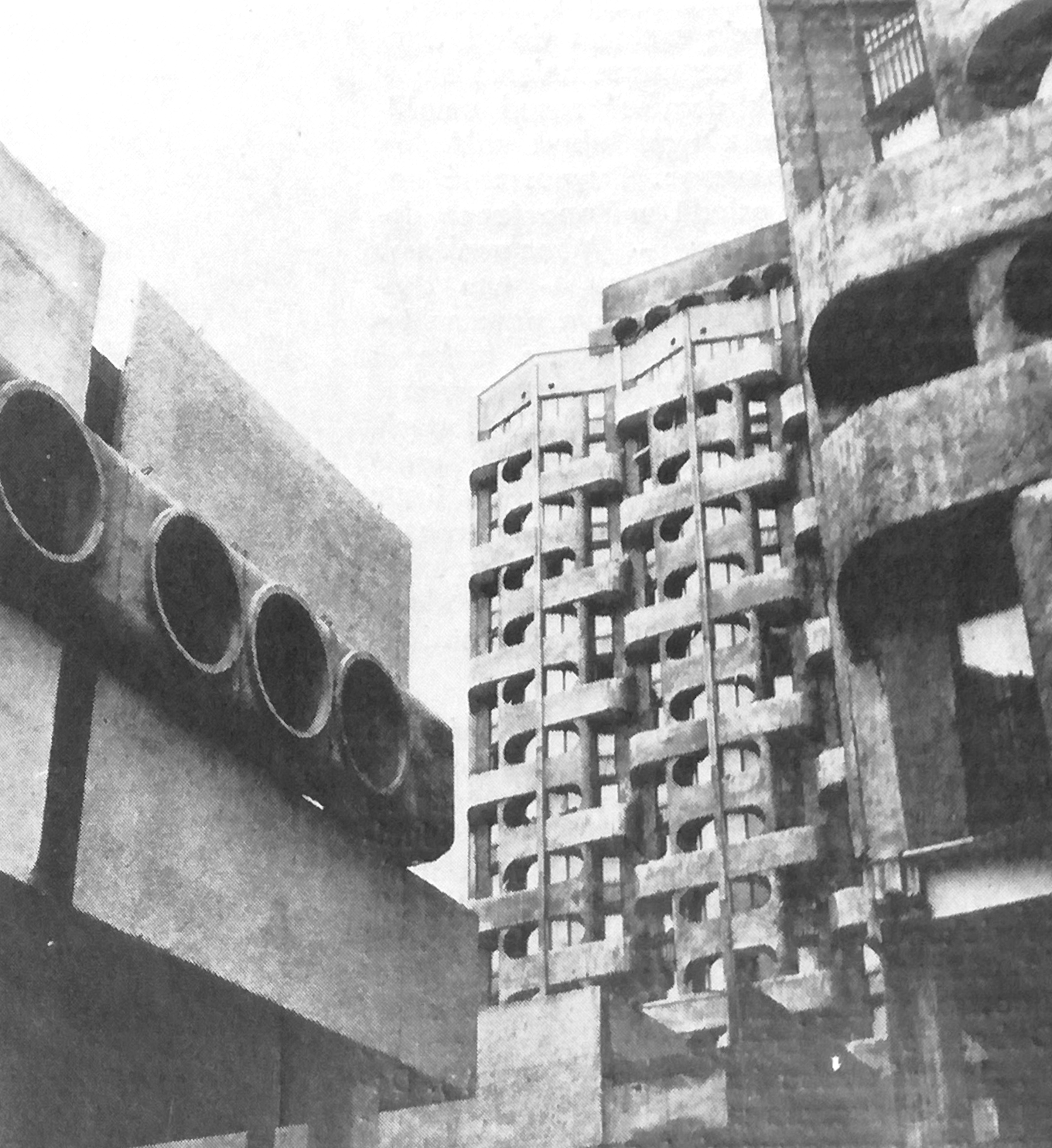
Detale pawilonów
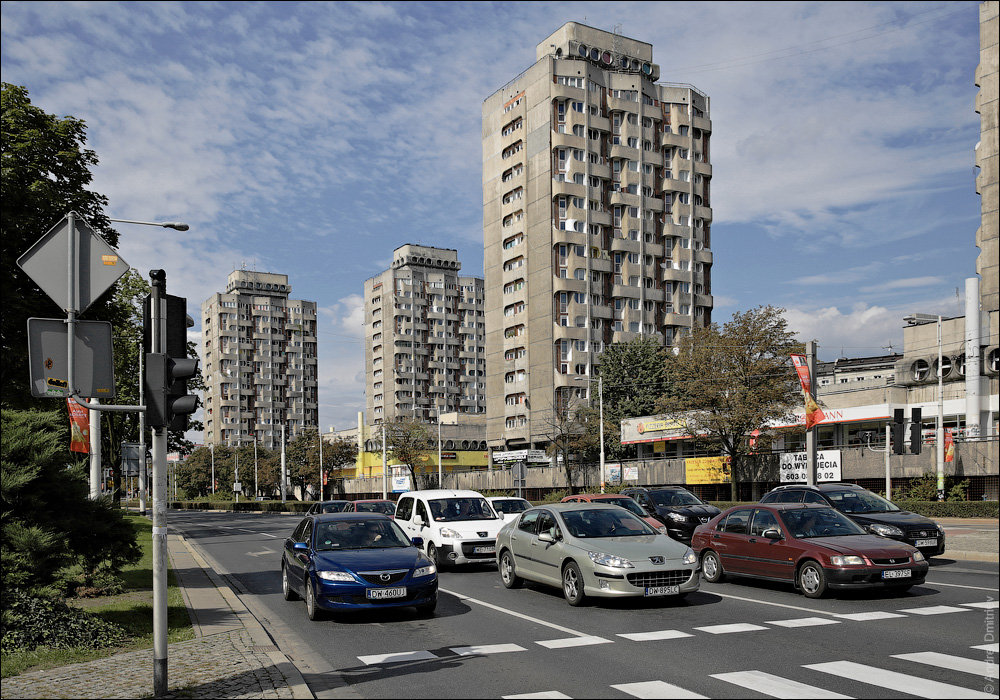
Stan przed remontem
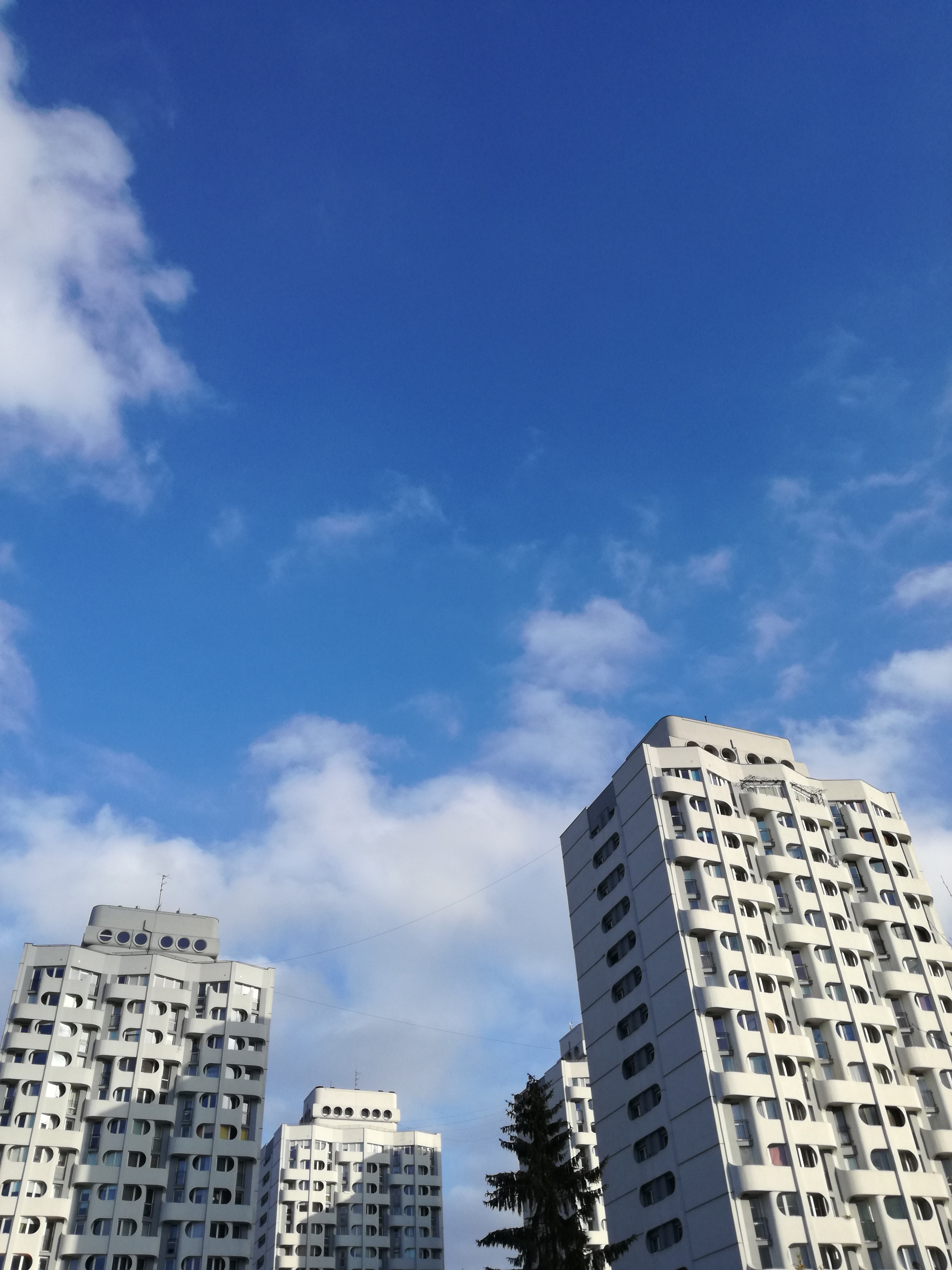
Stan po remoncie

### Kościół Odkupiciela Świata

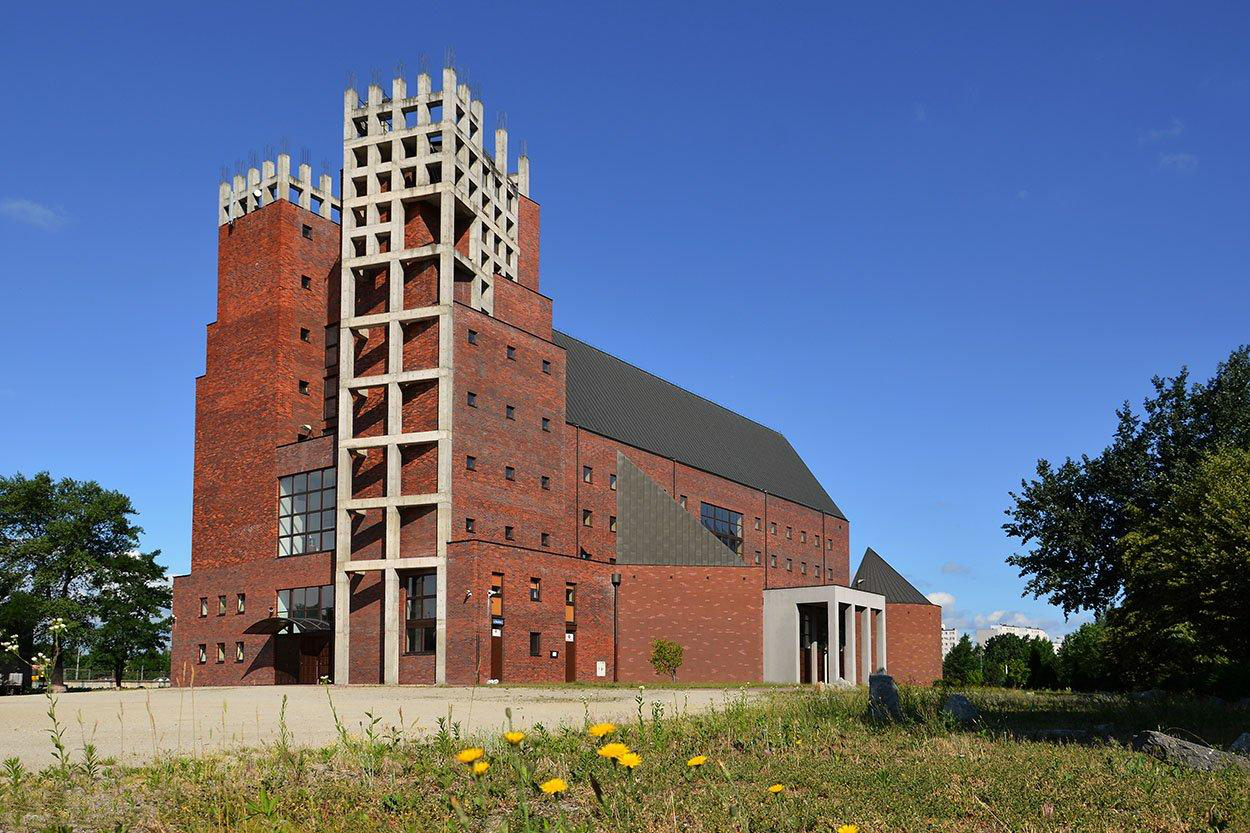
Kościół Odkupiciela Świata przy ul. Macedońskiej
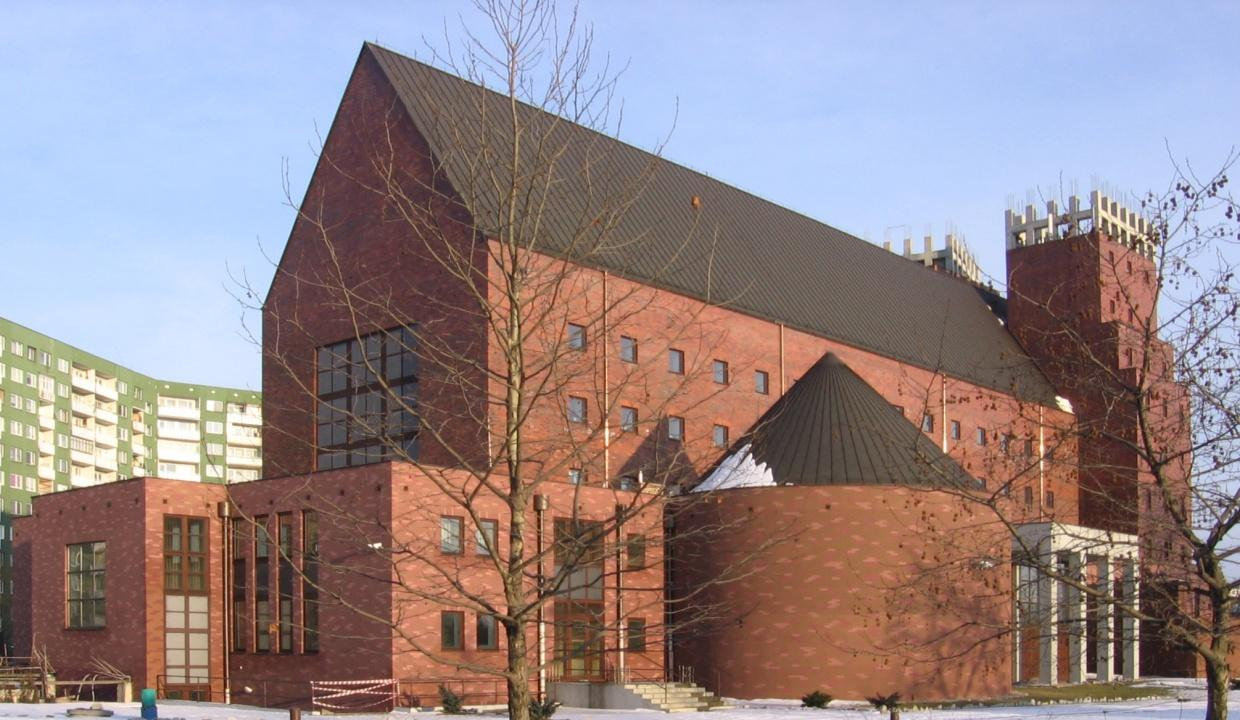
Widok od strony prezbiterium

### Projekty niezrealizowane

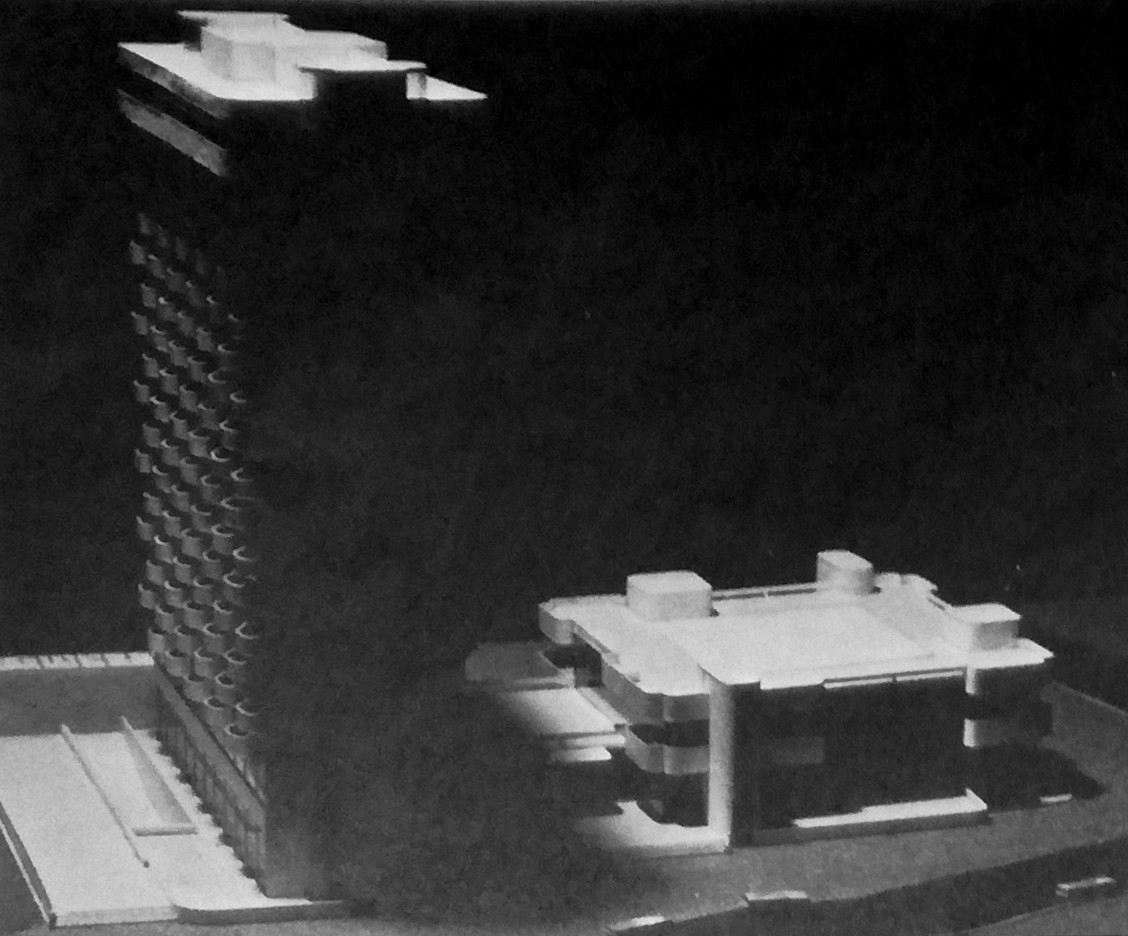
Hotelu i klub dla studiujących zaocznie przy pl. Grunwaldzkim
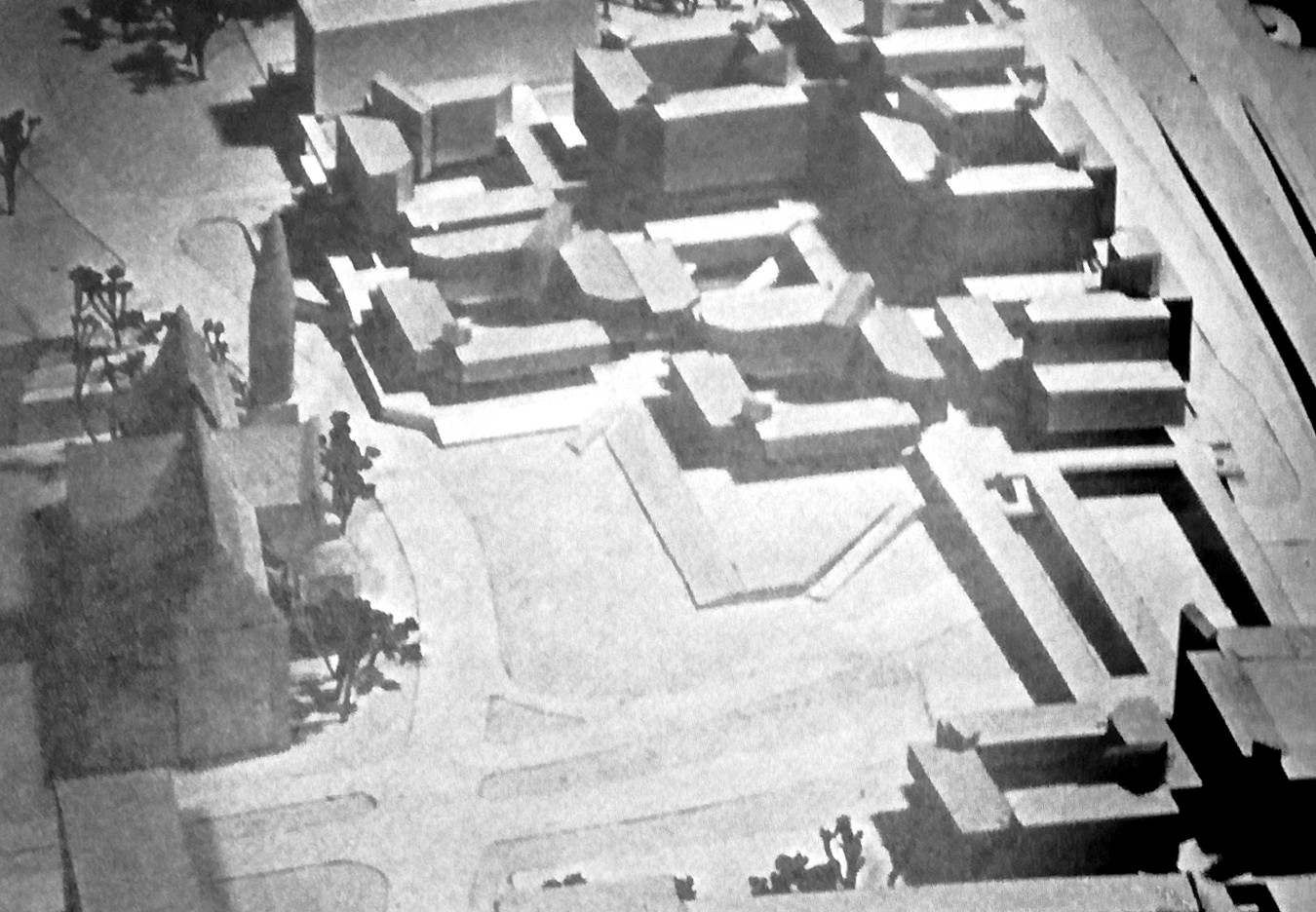
Zabudowa pl. Dominikańskiego, 1975
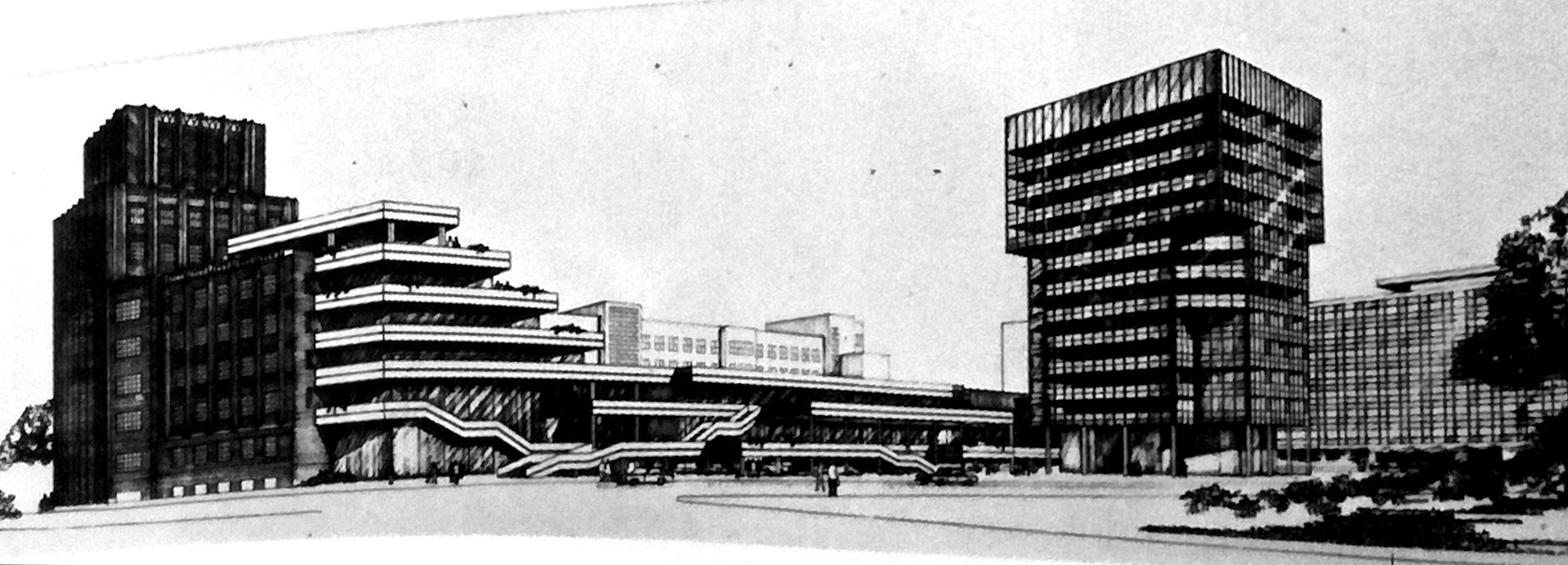
Biurowiec BPBK przy budynku Poczty Głównej, wraz z K. Sąsiadkiem i J. Kaśnickim, 1973